# GJ 1128
GJ 1128 (LHS 271) es una estrella cercana al sistema solar.
Medidas precisas de su paralaje (153,05 ± 2,41 milisegundos de arco) la sitúan a una distancia de 21,3 ± 0,3 años luz, siendo una de las 100 estrellas más próximas a nosotros.
Se localiza al sur de la constelación de Carina pero, con magnitud aparente +12,78, se encuentra por debajo del umbral de brillo para que sea observable a simple vista.
GJ 1128 es una enana roja de tipo espectral M4.0V.
Entre las estrellas a menos de 10 pársecs del Sistema Solar, el 73% son enanas rojas.
Con una temperatura efectiva de 2918 ± 56 K, GJ 1128 es una estrella tenue cuya luminosidad bolométrica —que incluye una importante cantidad de energía emitida como luz infrarroja— es igual al 0,8% de la luminosidad solar.
Tiene una masa de aproximadamente 0,15 masas solares.
A partir de su diámetro angular (0,336 milisegundos de arco) y, dado que se conoce la distancia a la que se encuentra, se puede estimar su diámetro real, siendo este igual al 24% del diámetro solar.
Sus características son semejantes a las de Ross 619 o Ross 128.
No existe evidencia de que GJ 1128 tenga ninguna compañera estelar.